# William Meynard
William Meynard (Marsiglia, 11 luglio 1987) è un nuotatore francese, specializzato nei 100 metri stile libero.

## Palmarès
- Giochi olimpici

Rio de Janeiro 2016: argento nella 4x100m sl.
- Mondiali

Roma 2009: bronzo nella 4x100m sl.
Shanghai 2011: argento nella 4x100m sl e bronzo nei 100m sl.
Barcellona 2013: oro nella 4x100m sl.
- Mondiali in vasca corta

Dubai 2010: oro nella 4x100m sl.
- Europei

Budapest 2010: oro nella 4x100m misti, argento nella 4x100m sl e bronzo nei 100m sl.
Londra 2016: oro nella 4x100m sl.
- Giochi del Mediterraneo

Pescara 2009: oro nella 4x100m sl.